# Bem privado
Um bem privado é um bem econômico definido em economia como "um item que produz benefícios positivos para as pessoas" que é excluível, ou seja, seus proprietários podem exercer direitos de propriedade privada, impedindo aqueles que não pagaram por ele de usar o bem ou consumir seus benefícios; e rival, ou seja, o consumo de um necessariamente impede o de outro. Um bem privado, dado a escassez dos recursos econômicos, pode causar competição por ele. A curva de demanda de mercado para um bem privado é uma soma horizontal das curvas de demanda individuais.
Ao contrário dos bens públicos, como o ar puro ou a defesa nacional, os bens privados são menos propensos a ter o problema do carona, em que uma pessoa se beneficia de um bem público sem contribuir para isso. Assumindo que um bem privado é valorizado positivamente por todos, a eficiência de obtenção do bem é obstruída por sua rivalidade, isto é, o consumo simultâneo de um bem rival é teoricamente impossível. A viabilidade de obtenção do bem é dificultada por sua exclusibilidade, o que significa que as pessoas têm que pagar por ele para usufruir de seus benefícios.
Uma das formas mais comuns de olhar para os bens na economia é examinar o nível de competição na obtenção de um determinado bem e a possibilidade de excluir seu consumo; não se pode, por exemplo, impedir que outro desfrute de uma bela vista de um parque público ou de ar puro.